# Hermannia involucrata
Hermannia involucrata är en malvaväxtart som beskrevs av Antonio José Cavanilles. Hermannia involucrata ingår i släktet Hermannia och familjen malvaväxter. Inga underarter finns listade i Catalogue of Life.